# Antonio Sabàto Sr.
Antonio Sabàto (Montelepre, 1943. április 2. – Los Angeles, Kalifornia, 2021. január 6.) olasz-amerikai színész.

## Filmjei
Mozifilmek
- A botrány (Lo scandalo) (1966)
- A nagy verseny (Grand Prix) (1966)
- Odio per odio (1967)
- Az utolsó számlát te fizeted (Al di là della legge) (1968)
- Jöttem, láttam, lőttem (Vado, vedo e sparo) (1968)
- Due volte Giuda (1968)
- Barbarella (1968)
- La monaca di Monza (1969)
- Biztos, holtbiztos, sőt... (Certo, certissimo, anzi... probabile) (1969)
- Lovemaker (1969)
- E venne il giorno dei limoni neri (1970)
- L'uomo dagli occhi di ghiaccio (1971)
- Quando gli uomini armarono la clava e... con le donne fecero din don (1971)
- A pók hálójában (L'occhio del ragno) (1971)
- Sette orchidee macchiate di rosso (1972)
- I senza Dio (1972)
- I familiari delle vittime non saranno avvertiti (1972)
- Tutti fratelli nel west... per parte di padre (1972)
- Milano rovente (1973)
- Questa volta ti faccio ricco! (1974)
- Milano: il clan dei calabresi (1974)
- El clan de los Nazarenos (1975)
- ...a tutte le auto della polizia... (1975)
- Poliziotti violenti (1976)
- I violenti di Roma bene (1976)
- 4 minuti per 4 miliardi (1976)
- Canne mozze (1977)
- Ritornano quelli della calibro 38 (1977)
- La guerra dei robot (1978)
- I contrabbandieri di Santa Lucia (1979)
- Napoli... la camorra sfida, la città risponde (1979)
- La tua vita per mio figlio (1980)
- Fuga dal Bronx (1983)
- Thunder (1983)
- Zampognaro innamorato (1983)
- A tuareg bosszúja (Tuareg – Il guerriero del deserto) (1984)
- Bye Bye Vietnam (1989)
- Feszültségben (High Voltage) (1997)

Tv-film
- Un uomo da ridere (1980)
- La ragnatela (1991)

Tv-sorozatok
- Gazdagok és szépek (The Bold and the Beautiful) (2006, hét epizódban)